# Boynton Beach
Boynton Beach – miasto w Stanach Zjednoczonych, w stanie Floryda, w hrabstwie Palm Beach.